# Agrilus fossithorax
Agrilus fossithorax é uma espécie de inseto do género Agrilus, família Buprestidae, ordem Coleoptera.
Foi descrita cientificamente por Théry, 1955.